# 錫德納姆
錫德納姆（Sydenham，/ˈsɪdnəm/）是倫敦的一個地區，位於倫敦南部，分屬劉易舍姆、布羅姆利和南華克三個倫敦自治市。